# Sueños en tránsito
Sueños en tránsito è il terzo album in studio della cantante cilena Nicole, pubblicato nel 1997.

## Tracce
1. Cielos – 4:21
2. Despiertame – 4:00
3. Noche – 2:28
4. Todo lo que quiero – 3:08
5. Sirenas – 5:00
6. Tuve que herirme – 4:31
7. No soy de nadie – 3:12
8. Cuervos – 4:28
9. Amores sin voz – 3:19
10. Piel lunar – 3:25
11. Lunas – 2:23
12. Verte reir – 2:34